# Monts Faucilles
Monts Faucilles (franz. faucille = Sichel) bezeichnet einen Höhenzug im Nordosten Frankreichs. Er erstreckt sich vom Südosten des Départements Haute-Marne bis in den Südwesten des Départements Vosges in der Region Grand Est.
Der Höhenzug bildet die Fortsetzung der Europäischen Hauptwasserscheide von den Südvogesen über das Sandsteinplateau Vôge am Rande der Lothringer Hochebene (Plaine Lorraine) in Richtung Westen zum Plateau von Langres. Die Kette der Erhebungen erkennt man nicht als geschlossenes Gebirge, es besteht vielmehr aus einer Reihe von aus dem Hochplateau aufragenden Bergen wie dem 497 m hohen Côte de Hautmont oder dem 487 m hohen Côte des Noues. Höchster Punkt der Monts Faucilles ist der Mont des Fourches zwei Kilometer östlich von Lamarche, der 501 Meter über dem Meer erreicht.
Am Höhenzug Monts Faucilles, der vorwiegend aus Kalk- und Sandstein aufgebaut ist, entspringen mit der Maas und der Saône zwei bedeutende europäische Flüsse. Die Quellen der Flüsse nördlich des Kammes entwässern über die Maas sowie über Madon/Mosel/Rhein zur Nordsee, während die südlich des Kammes entspringenden über Saône und Rhône zum Mittelmeer fließen. Die Wasserscheide wird vom Canal des Vosges überquert.
Längs der Monts Faucilles liegen einige bekannte Thermalbäder wie Martigny-les-Bains, Contrexéville, Bourbonne-les-Bains oder Vittel.

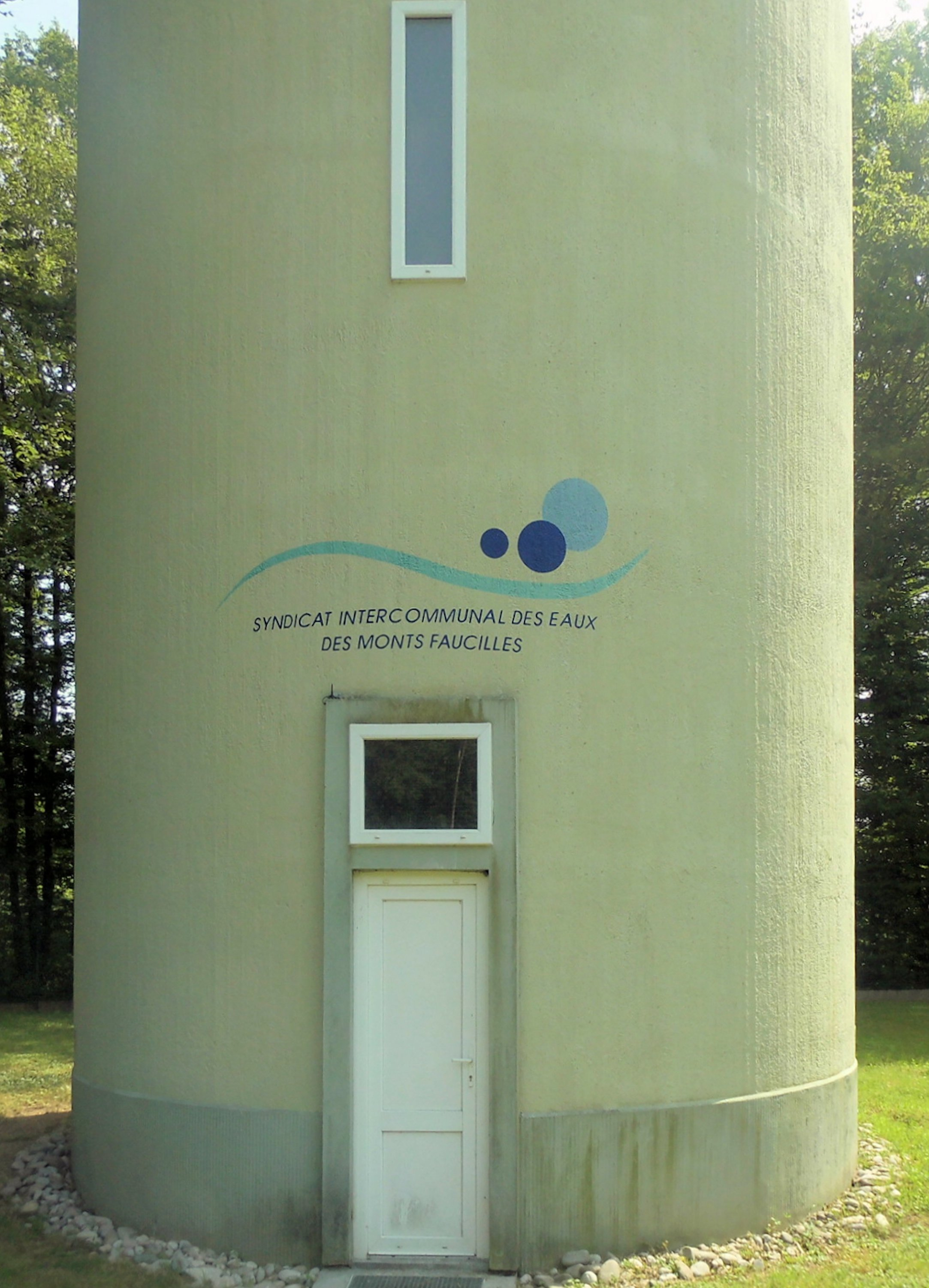
Signet des Wasserwirtschaftsverbandes Monts Faucilles auf einem Wasserturm in Pierrefitte

Man findet den Namen Monts Faucilles nur auf wenigen Karten. Einige Wanderwege und ein interkommunaler Wasserwirtschaftsverband sind nach der Bergkette benannt.
Koordinaten: 48° 4′ N, 5° 48′ O